# Pseudogiria angulata
Pseudogiria angulata là một loài bướm đêm trong họ Noctuidae.